# Emre Demir
Emre Demir (Mersin, 15 januari 2004) is een Turkse voetballer die bij voorkeur als aanvallende middenvelder speelt en onder contract staat bij Fenerbahçe.

## Carrière
Demir is met zijn 15 jaar, 9 maanden en 25 dagen is hij de jongste doelpuntenmaker uit de Süper Lig geschiedenis.
In augustus 2021 werd bekend dat Demir een transfer ging maken naar FC Barcelona in de zomer van 2022, als hij 18 is. Hij sluit dan aan bij Barça Atlètic. De transfersom bedraagt 4 miljoen euro. Op 23 september 2021 werd deze deal officieel gesteld.
Bij Barcelona wist hij niet door te breken, waardoor hij naar een half seizoen alweer terugkeerde naar Turkije om te spelen bij Fenerbahçe, dat hem achtereenvolgens verhuurde aan Samsunspor, Ümraniyespor en Sakaryaspor.